# Fairmont (Virginia Occidental)
Fairmont es una ciudad ubicada en el condado de Marion en el estado estadounidense de Virginia Occidental. En el Censo de 2010 tenía una población de 18704 habitantes y una densidad poblacional de 801,96 personas por km².

## Geografía
Fairmont se encuentra ubicada en las coordenadas 39°28′37″N 80°8′57″O / 39.47694, -80.14917. Según la Oficina del Censo de los Estados Unidos, Fairmont tiene una superficie total de 23.32 km², de la cual 22.33 km² corresponden a tierra firme y (4.26%) 0.99 km² es agua.

## Demografía
Según el censo de 2010, había 18704 personas residiendo en Fairmont. La densidad de población era de 801,96 hab./km². De los 18704 habitantes, Fairmont estaba compuesto por el 88.95% blancos, el 7.54% eran afroamericanos, el 0.21% eran amerindios, el 0.6% eran asiáticos, el 0.02% eran isleños del Pacífico, el 0.38% eran de otras razas y el 2.3% pertenecían a dos o más razas. Del total de la población el 1.37% eran hispanos o latinos de cualquier raza.